# Gerardo Rocconi
Gerardo Rocconi (Corinaldo, 14 novembre 1949) è un vescovo cattolico italiano, dal 28 gennaio 2025 vescovo emerito di Jesi.

## Biografia
Nasce a Corinaldo, in provincia di Ancona e diocesi di Senigallia, il 14 novembre 1949.

### Formazione e ministero sacerdotale
Studia presso i seminari di Senigallia e Fano, dove frequenta le scuole medie e il liceo classico, dal 1960 al 1968; compie gli studi di filosofia e teologia nel seminario regionale ad Ancona e Fano, dal 1968 al 1973.
Il 15 settembre 1973 è ordinato presbitero, a Corinaldo, dal vescovo Odo Fusi Pecci per la diocesi di Senigallia.
Dopo l'ordinazione è vicerettore, e poi rettore, del seminario vescovile di Senigallia, dal 1973 al 1985, e parroco dell'abbazia di Santa Maria in Castagnola a Chiaravalle, dal 1985 al 1997. Nel 1992 è nominato vicario generale della diocesi, ricoprendo anche l'incarico di parroco di Sant'Angelo a Senigallia, dal 1998, e parroco di Santa Maria a Filetto, frazione di Senigallia, dal 2004.
Il 2 novembre 1994 papa Giovanni Paolo II gli conferisce il titolo onorifico di prelato d'onore di Sua Santità.
È inoltre assistente del Movimento Mariano diocesano e membro della commissione presbiterale regionale, del collegio dei consultori, del consiglio presbiterale diocesano e del consiglio diocesano per gli affari economici.

### Ministero episcopale
Il 20 marzo 2006 papa Benedetto XVI lo nomina vescovo di Jesi; succede ad Oscar Serfilippi, dimessosi per raggiunti limiti di età. Il 29 aprile successivo riceve l'ordinazione episcopale, nella cattedrale di Senigallia, dal vescovo Giuseppe Orlandoni, co-consacranti l'arcivescovo Edoardo Menichelli (poi cardinale) e il vescovo Odo Fusi Pecci. Il 13 maggio prende possesso della diocesi, nella cattedrale di Jesi.
Il 28 gennaio 2025 papa Francesco accoglie la sua rinuncia, presentata per raggiunti limiti d'età, al governo pastorale della diocesi di Jesi; gli succede Paolo Ricciardi, fino ad allora vescovo ausiliare di Roma. Rimane amministratore apostolico della diocesi fino all'ingresso del successore, avvenuto il 29 marzo successivo. Da vescovo emerito risiede nella canonica della parrocchia di Macine di Castelplanio.

## Genealogia episcopale
La genealogia episcopale è:
- Cardinale Scipione Rebiba
- Cardinale Giulio Antonio Santori
- Cardinale Girolamo Bernerio, O.P.
- Arcivescovo Galeazzo Sanvitale
- Cardinale Ludovico Ludovisi
- Cardinale Luigi Caetani
- Cardinale Ulderico Carpegna
- Cardinale Paluzzo Paluzzi Altieri degli Albertoni
- Papa Benedetto XIII
- Papa Benedetto XIV
- Papa Clemente XIII
- Cardinale Marcantonio Colonna
- Cardinale Giacinto Sigismondo Gerdil, B.
- Cardinale Giulio Maria della Somaglia
- Cardinale Carlo Odescalchi, S.I.
- Cardinale Costantino Patrizi Naro
- Cardinale Lucido Maria Parocchi
- Papa Pio X
- Papa Benedetto XV
- Arcivescovo Ersilio Menzani
- Arcivescovo Umberto Malchiodi
- Cardinale Ersilio Tonini
- Vescovo Giuseppe Orlandoni
- Vescovo Gerardo Rocconi